# Il magico potere del riordino
Il magico potere del riordino: il metodo giapponese che trasforma i vostri spazi e la vostra vita è un libro di autoaiuto, scritto da Marie Kondō e pubblicato per la prima volta nel 2011, in Giappone. L'edizione italiana è stata pubblicata per la prima volta nel 2014.
Il libro è una sorta di manuale, nel quale la scrittrice espone, attraverso una serie di aneddoti della sua vita personale, il metodo Konmari, ovvero il metodo da lei ideato per riordinare i propri spazi e la propria vita. Questo metodo non consiste nel riordinare poco ogni giorno ma, al contrario, nel riordinare tutto insieme in modo da eliminare il circolo vizioso del disordine e rendere effettivo e duraturo il riordino.
Sulla base del metodo descritto all'interno del libro, è stata creata una serie tv originale Netflix, Facciamo ordine con Marie Kondo. 

## Il metodo
Come recita il sottotitolo del libro, il metodo giapponese che trasforma i vostri spazi e la vostra vita, il libro descrive in metodo Konmari, ovvero una raccolta di lezioni per riordinare e organizzare la propria casa.
Nel metodo Konmari bisogna procedere a sistemare gli oggetti non in base al luogo in cui si trovano ma in base alla categoria alla quale appartengono. Queste categorie hanno un ordine specifico ed è importante rispettarlo: prima i vestiti, poi i libri, le carte, gli oggetti misti ed infine i ricordi.
Dopo aver diviso gli oggetti per categorie si passa alla fase più importante del metodo, ovvero la cernita: per questa fase bisogna procedere lentamente, tenere ogni oggetto in mano e chiedersi se effettivamente faccia provare gioia: se la risposta è sì, è possibile tenerlo, altrimenti va scartato, ringraziandolo.
Una volta completata anche questa fase non resta che organizzare gli spazi in modo da dare ad ogni oggetto un luogo fisso all'interno della casa ed eliminare così il disordine in modo definitivo.
Alla fine di questo percorso si potrà applicare il metodo anche agli altri ambiti della propria vita.

## Pubblicazioni
Il libro è stato tradotto nelle principali lingue mondiali, tra cui: cinese, coreano, inglese, spagnolo, indonesiano, francese, portoghese, svedese e italiano ed è stato pubblicato in oltre trenta paesi.
- Jinsei ga tokimeku katazuke no maho, Sunmark Shuppan, Tokyo, 2011 (originale);
- Magic Cleaning: Wie richtiges Aufräumen Ihr Leben verändert, Rowohlt, Reinbek bei Hamburg, 2013 (tedesca);
- La magie du rangement, Editions First, Paris, 2015 (francese);
- The Life-Changing Magic of Tidying Up: The Japanese Art of Decluttering and Organizing, Ten Speed Press, New York 2014 (inglese);
- La magia del orden, Penguin Random House Grupo Editorial México, 1 dic 2014 (spagnola);
- Il magico potere del riordino: il metodo giapponese che trasforma i vostri spazi e la vostra vita, Antonio Vallardi Editore, Milano, 2014 (italiana);